# Порангату (микрорегион)

Порангату на карте.

Порангату (порт. Microrregião de Porangatu) — микрорегион в Бразилии, входит в штат Гояс. Составная часть мезорегиона Север штата Гойяс. Население составляет 231 426 человек (на 2010 год). Площадь — 35 172,036 км². Плотность населения — 6,58 чел./км².

## Демография
Согласно сведениям, собранным в ходе переписи 2010 г. Национальным институтом географии и статистики (IBGE), население микрорегиона составляет:						
| Полное население                             | Полное население                             | Полное население                             | Полное население                             | 231 426 |
| -------------------------------------------- | -------------------------------------------- | -------------------------------------------- | -------------------------------------------- | ------- |
| в том числе:                                 | Городское население                          | 185 060                                      | Процент городского населения, %              | 79,97   |
|                                              | Сельское население                           | 46 366                                       | Процент сельского населения, %               | 20,03   |
|                                              | Мужское население                            | 117 702                                      | Процент мужского населения, %                | 50,86   |
|                                              | Женское население                            | 113 724                                      | Процент женского населения, %                | 49,14   |
| Плотность населения, чел/км²                 | Плотность населения, чел/км²                 | Плотность населения, чел/км²                 | Плотность населения, чел/км²                 | 6,58    |
| Население микрорегиона в % к населению штата | Население микрорегиона в % к населению штата | Население микрорегиона в % к населению штата | Население микрорегиона в % к населению штата | 3,85    |

## Статистика
- Валовой внутренний продукт на 2003 год составляет 1 548 886 384,00 реалов (данные: Бразильский институт географии и статистики).
- Валовой внутренний продукт на душу населения на 2003 год составляет 7054,61 реала (данные: Бразильский институт географии и статистики).
- Индекс развития человеческого потенциала на 2000 год составляет 0,738 (данные: Программа развития ООН).

## Состав микрорегиона
В составе микрорегиона включены следующие муниципалитеты:
1. Алту-Оризонти
2. Амаралина
3. Бонополис
4. Кампинасу
5. Кампинорти
6. Кампус-Вердис
7. Эстрела-ду-Норти
8. Формозу
9. Мара-Роза
10. Минасу
11. Монтивидиу-ду-Норти
12. Мутунополис
13. Никеландия
14. Нова-Игуасу-ди-Гояс
15. Порангату
16. Санта-Тереза-ди-Гояс
17. Санта-Терезинья-ди-Гояс
18. Тромбас
19. Уруасу